# Anopheles cameronensis
Anopheles cameronensis är en tvåvingeart som beskrevs av Edwards 1929. Anopheles cameronensis ingår i släktet Anopheles och familjen stickmyggor. Inga underarter finns listade i Catalogue of Life.